# Julien Duvocelle
Julien Adolphe Duvocelle né à Lille le 8 janvier 1873 et mort à Corbeil-Essonnes le 11 février 1961 est un peintre français.

## Biographie
Julien Adolphe Duvocelle entre à l'École des beaux-arts de Paris, où il suit les cours de Léon Bonnat et de Pharaon de Winter. Entre 1897 et 1927, Duvocelle expose régulièrement au Salon des artistes français où il obtient une mention honorable en 1897 et une médaille de 3e classe en 1898.
Portraitiste, il s'illustre particulièrement dans les portraits féminins. Duvocelle obtient une médaille de bronze pour un portrait de femme à l'Exposition universelle de 1900 à Paris. Il participe à la Collection JOB en illustrant un calendrier de 1906.
Julien Adolphe Duvocelle meurt à Corbeil-Essonnes en 1961.

## Œuvres dans les collections publiques
- Argenteuil, musée d'Argenteuil :
  - Portrait du Docteur Cottard, vers 1920 ;
  - Autoportrait, vers 1920.
- Paris, musée d'Orsay : Crâne aux yeux exorbités et mains agrippées à un mur, crayon et fusain[4].